# Magnat-l'Étrange
Magnat-l'Étrange är en kommun i departementet Creuse i regionen Nouvelle-Aquitaine i de centrala delarna av Frankrike. Kommunen ligger i kantonen La Courtine som tillhör arrondissementet Aubusson. År 2022 hade Magnat-l'Étrange 240 invånare.

## Befolkningsutveckling
Antalet invånare i kommunen Magnat-l'Étrange
Referens:INSEE